# Cusop
Cusop is een civil parish in het bestuurlijke gebied Herefordshire, in het Engelse graafschap Herefordshire met 356 inwoners. De locatie is aan de grens van Wales en Engeland naar Hay-on-Wye.